# بكر أحمد السرحان
بكر أحمد السرحان هو مؤلف لمبادئ التسويق الإسلامي. هو رئيس الجمعية الدولية للتسويق الإسلامي (إيما) ورئيس المؤتمر العالمي للتسويق الإسلامي (جيماك). أسس أربع مجلات أكاديمية اثنتان منهم مع الزمرد و«إندرسينس» وهو باحث نشط ومتحدث عام ومستشار. تشمل اهتماماته البحثية التسويق الإسلامي والعلامة التجارية والضيافة الإسلامية وأنماط الحياة الإسلامية ودراسات الأعمال الإسلامية. الدكتور السرحان أستاذ مشارك في التسويق في جامعة قطر.